# KS X 1003
KS X 1003, intitulé 정보 교환용 부호 (로마문자) (en coréen code pour l’échange d’information (caractères latins)), est une norme sud-coréenne de codage des caractères sur 7 bits pour l’alphabet latin. Elle était nommée KS C 5636 avant 1997, et sa dernière révision a été adoptée en 2003 . Ce codage est basé sur l’ASCII et l’ISO/CEI 646 à la seule différence que le code 0x5C représente le symbole monétaire won ‹ ₩ › au lieu de la barre oblique inversée ‹ \ ›.